# 추적자 (1993년 영화)
《추적자》(영어: The Last Outlaw)는 1993년에 공개된 미국 서부극이다. 제프 머피가 감독하고 에릭 레드가 각본을 썼다. 미키 루크, 더멋 멀로니, 테드 러바인, 대니얼 퀸, 개븐 오헐리히, 키스 데이비드, 존 C. 맥긴리, 스티브 부세미 등이 출연하였다. 1993년 10월 30일 HBO에서 처음 방영되었다.
서부영화 장르 팬들 사이에서 컬트 클래식이 되었다.
미키 루크의 추적자로도 잘 알려져있다.

## 줄거리
남북 전쟁이 끝나면서 그라프 소령(미키 루크 분)은 해산 명령을 받지만 아들과도 같은 부관인 유스티스(더멋 멀로니 분)를 위시해 남부군 출신의 부하들과 함께 패잔병 무리인 강도단을 이끈다. 이 영화는 전쟁이 결코 끝나지 않는 현재의 암울함으로부터 미래의 한줄기 실낱 같은 희망으로 이어지는 탄탄한 전개를 보여준다.

## 출연
- 미키 루크
- 더멋 멀로니
- 테드 러바인
- 존 C. 맥긴리
- 스티브 부세미
- 키스 데이비드
- 대니얼 퀸
- 개븐 오헐리히
- 폴 벤빅터
- 리처드 팬시

## 기타 제작진
- 라인 제작: 제임스 마겔로스
- 배역: 캐런 리아
- 미술: 브렌턴 스위프트

## 같이 보기
- 더 그레이